# Ben Platt
Pour les articles homonymes, voir Platt.
Benjamin Schiff Platt, né le 24 septembre 1993, est un acteur, chanteur et compositeur américain. Enfant, il a commencé sa carrière au théâtre et a joué dans les productions de The Music Man (2002), The Book of Mormon (2012-2013) et Dear Evan Hansen (2015-2017) à Broadway. Il a reçu de nombreux prix pour ses performances dont le Tony Award du meilleur acteur dans une comédie musicale,. Ben Platt a également joué au cinéma dans Pitch Perfect (2012), Pitch Perfect 2 (2015) et Ricki and the Flash (2015).
En 2017, Platt a signé avec Atlantic Records et a sorti son premier album studio, "Sing to Me Instead", en mars 2019.

## Biographie
Platt est né à Los Angeles, dans une famille juive où il est le quatrième des cinq enfants de Julie (née Beren) et de Marc Platt,,. Son père n'est autre que le producteur des films de Rob Marshall, Damien Chazelle et Jonathan Demme. Ce dernier est crédité sur les  Into The Woods, La La Land, Le Retour de Mary Poppins, Babylon et les comédies musicales Dear Evan Hansen et Wicked. Platt est l'un des artistes représenté sur la célèbre couverture du New-York Magazine à propos des nepo babies et a exprimé de l'hostilité quand un journaliste de Rolling Stones l'a interrogé à ce sujet.
Il a fréquenté l'école Adderley School for Performing Arts de Pacific Palisades, notamment dans des productions telles que Bye Bye Birdie et Into the Woods. Platt a fréquenté la Harvard-Westlake School à Los Angeles où il a obtenu son diplôme en 2011. Il s'est ensuite inscrit à l'Université Columbia à New York, mais a abandonné après six semaines pour signer son contrat avec The Book of Mormon. Au cours de son séjour à Columbia, il était membre du groupe de musique a cappella « Nonsequitur du campus »,.

### Ses débuts sur scène
À 9 ans, Platt joue aux côtés de Kristin Chenoweth dans The Music Man au Hollywood Bowl. À 11 ans, il participe à une brève tournée nationale de Caroline, or Change, de Jeanine Tesori et Tony Kushner. À 17 ans, il joue Jean Valjean dans la production Les Misérables du Kidz Theatre. Ses autres premiers rôles incluent Claude Bukowski dans la production de Hair: The American Tribal Love-Rock Musical de l'Université Columbia.
En 2012, Platt a été choisi par Arnold Cunningham dans la production de The Book of Mormon à Chicago. Le spectacle a été présenté pour la première fois au Bank of America Theatre le 19 décembre 2012, après une semaine d'avant-premières. La production a été jouée jusqu'au 6 octobre 2013. Les critiques ont salué la performance de Platt, le qualifiant de "véritable révélation de cette toute nouvelle production de Chicago". Platt a repris plus tard son rôle à Broadway au Eugene O'Neill Theatre du 7 janvier 2014 au 6 janvier 2015.

### Débuts au cinéma

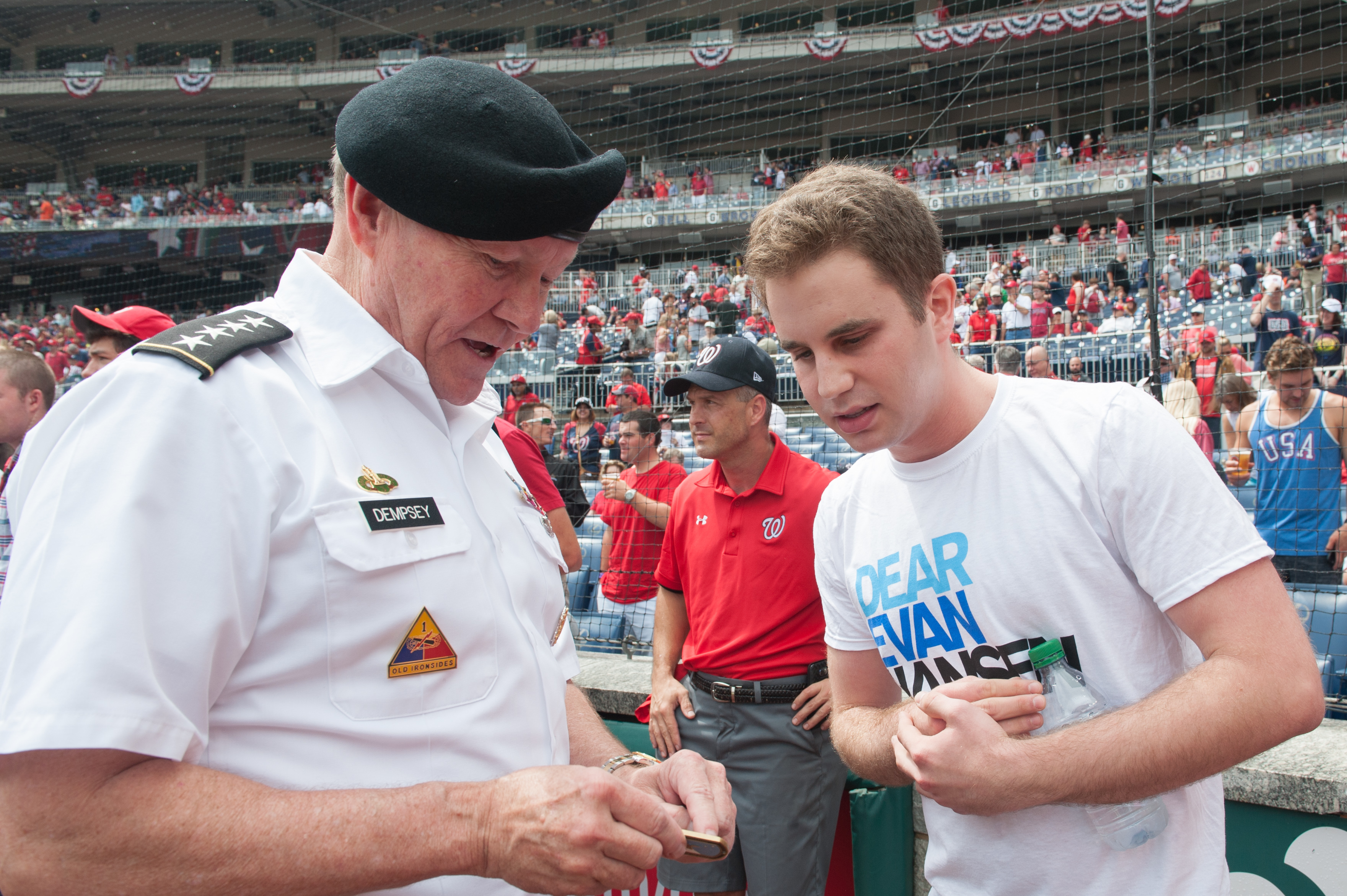
Ben Platt au Nationals Park de Washington le 4 juillet 2015.

En 2012, Platt joue un rôle dans la comédie musicale Pitch Perfect, inspirée du livre Pitch Perfect: The Quest for Collegiate A Cappella Glory. Platt incarne Benji Applebaum, obsédé par la magie, aux côtés d'un ensemble composé de Anna Kendrick, Skylar Astin, Rebel Wilson, Adam DeVine, Anna Camp et Brittany Snow. Il est ensuite nommé aux Teen Choice Awards dans la catégorie Choice Movie: Male Scene Stealer. En 2015, Platt reprend son rôle de Benji Applebaum dans la suite Pitch Perfect 2. Il a depuis fait des apparitions dans les films Ricki and the Flash et Un jour dans la vie de Billy Lynn.
En 2015, il prend le rôle titre de la comédie musicale Dear Evan Hansen à Washington, à l'Arena Stage. La production a été créée le 9 juillet 2015 et s'est terminée le 23 août 2015. La réception extrêmement positive à l'égard de la production et de la performance de Platt a entraîné le transfert du spectacle à Off-Broadway.
En 2016, Platt reprend à nouveau à le rôle d'Evan Hansen au Second Stage Theatre. Platt et le casting ont joué un mois d'avant premières à compter du 26 mars 2016 avant d'être présentés le 1er mai 2016,,.
En décembre 2016, Platt reprend encore ce rôle à Broadway au Music Box Theatre. Pour sa performance, Platt a remporté de nombreux prix, notamment le Tony Award du meilleur acteur dans une comédie musicale. Platt a joué sa dernière performance le 19 novembre 2017.

### Carrière musicale

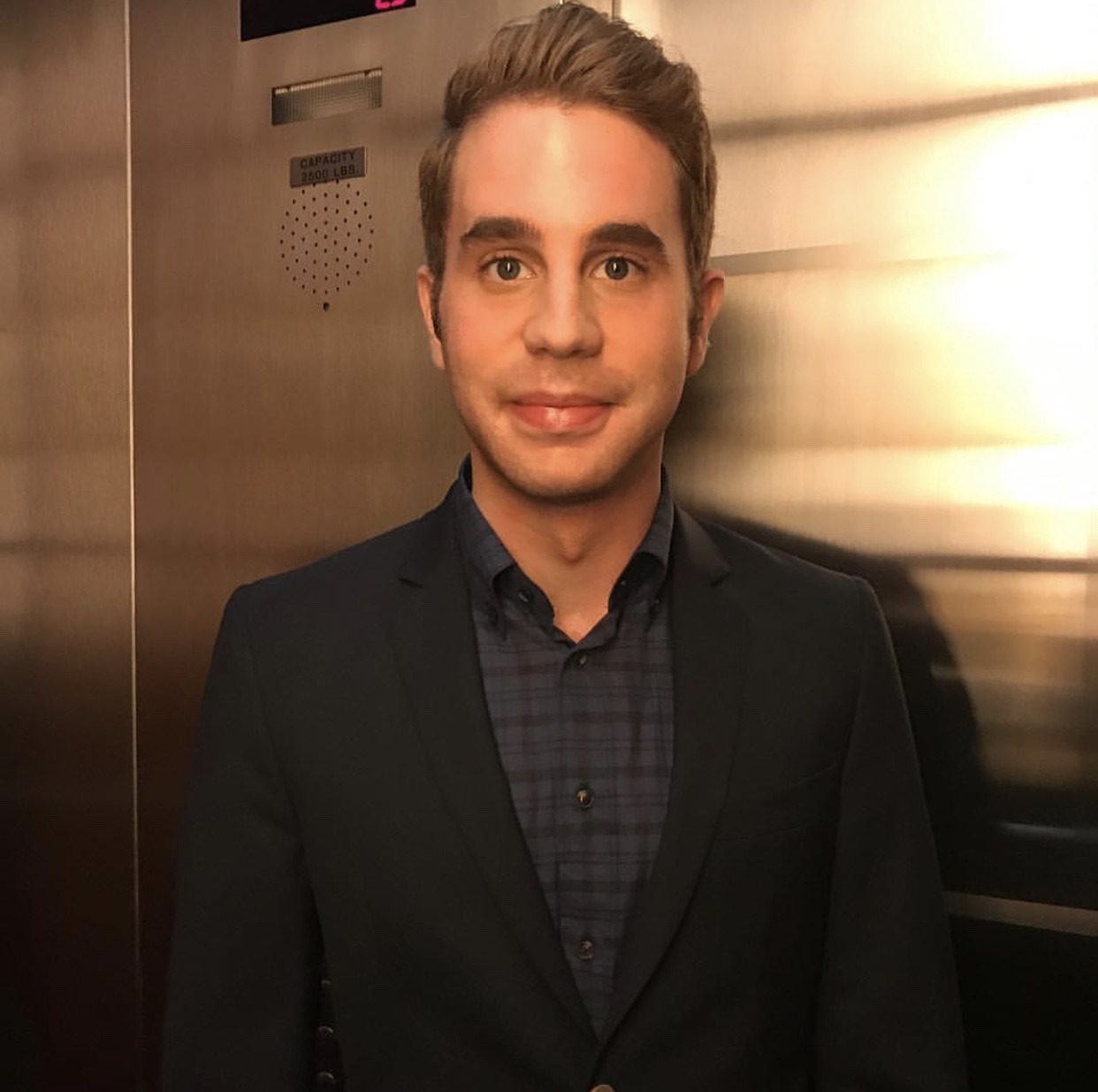
Ben Platt en 2017.

En 2017, Platt a signé un contrat d'enregistrement avec Atlantic Records. Le 28 janvier 2018, Platt a interprété "Somewhere" de Leonard Bernstein à la 60e cérémonie des Grammy Awards, accompagné de Justin Goldner et Adele Stein sur des arrangements d'Alex Lacamoire,.
Le 19 mars 2018, Lin-Manuel Miranda, le créateur de la comédie musicale Hamilton, en duo avec Platt a sorti "Found / Tonight", un mashup de la chanson de Hamilton "The Story of Tonight" et de la chanson de Dear Evan Hansen "You Will Be Found". Platt a donné une partie des recettes pour soutenir l'initiative anti-violence contre les armes à feu March for Our Lives et a également chanté sur scène avec Miranda au rassemblement de Washington le 24 mars 2018,,.
En janvier 2019, Platt a annoncé que son premier album studio, Sing to Me Instead, était prévu pour le 29 mars 2019 et qu'il était disponible en pré-commande avec les chansons "Bad Habit" et "Ease My Mind". Après la sortie de son premier album, Platt entamera sa première tournée nord-américaine et canadienne,.

### Vie privée
Ben Platt est homosexuel ; il l'a annoncé à sa famille à l'âge de 12 ans et publiquement en 2019, à travers le clip vidéo de sa chanson Ease My Mind.

## Productions théâtrales / Comédies musicales
| Année     | Production          | Rôle                    | Théâtre                 | Notes              |
| --------- | ------------------- | ----------------------- | ----------------------- | ------------------ |
| 2002      | The Music Man       | Winthrop Paroo          | Hollywood Bowl          | Los Angeles        |
| 2004      | Caroline, or Change | Noah Gellman            | Ahmanson Theatre        | Tournée nationale  |
| 2005      | Dead End            | Philip Griswald         | Ahmanson Theatre        | Régional           |
| 2012      | The Power of Duff   | Ricky Duff              | Powerhouse Theatre      | Régional           |
| 2012      | The Black Suits     | Chris Thurser           | Center Theatre Group    | Régional           |
| 2012–2013 | The Book of Mormon  | Elder Arnold Cunningham | Bank of America Theatre | Chicago            |
| 2014–2015 | The Book of Mormon  | Elder Arnold Cunningham | Eugene O'Neill Theatre  | Broadway           |
| 2015      | Dear Evan Hansen    | Evan Hansen             | Arena Stage             | Washington         |
| 2016      | The Secret Garden   | Dickon                  | Avery Fisher Hall       | Concert des 25 ans |
| 2016      | Dear Evan Hansen    | Evan Hansen             | Second Stage Theatre    | Off-Broadway       |
| 2016–2017 | Dear Evan Hansen    | Evan Hansen             | Music Box Theatre       | Broadway           |
| 2018      | Parade              | Leo Frank               |                         | Workshop           |

## Filmographie

### Film
| Année | Titre                                     | Rôle                       | Notes                 |
| ----- | ----------------------------------------- | -------------------------- | --------------------- |
| 2006  | Red Riding Hood                           | Boy Scout #1               |                       |
| 2012  | Pitch Perfect                             | Benji Applebaum            |                       |
| 2015  | Pitch Perfect 2                           | Benji Applebaum            |                       |
| 2015  | Ricki and the Flash                       | Daniel                     |                       |
| 2016  | Un jour dans la vie de Billy Lynn         | Josh                       |                       |
| 2017  | The Female Brain                          | Joel                       |                       |
| 2019  | Drunk Parents                             |                            | [ 33 ]                |
| 2019  | Run This Town                             |                            | [ 34 ]                |
| 2020  | Ben Platt Live from Radio City Music Hall | lui-même                   |                       |
| 2020  | Father of the Bride                       | George "Georgie" MacKenzie | court-métrage         |
| 2021  | Broken Diamonds                           | Scott                      |                       |
| 2021  | Dear Evan Hansen                          | Evan Hansen                |                       |
| 2022  | The People we Hate at the Wedding         | Paul                       |                       |
| TBA   | Merrily We Roll Along                     | Charley Kringas            | Sera filmé sur 20 ans |

### Télévision
- 2017 : Will & Grace : Blake (Épisode: "Who's Your Daddy")[36]
- 2019-2020 : The Politician : Payton Hobart (15 épisodes)
- 2019 : Les Simpson : Blake (Voix, épisode: "Three Dreams Denied ")
- 2021: The Premise : (Épisode: " Social Justice Sex Tape ") (VF : Julien Alluguette)

### Série
Ben Platt joue le rôle de Payton Hobart dans la série Netflix The Politician. Si la saison 1, sortie en septembre 2019, est plutôt bien accueillie par la critique, la saison 2, sortie en juin 2020, reçoit un accueil plus tiède. Pour Écran Large, " la série tourne vite en rond et fait un gros surplace ennuyeux", tandis que pour Le Monde, la saison 2 "ne tient pas ses promesses" et "déçoit en restant sur un mode léger et superficiel. La série de Ryan Murphy "manque de mordant" pour Le Figaro tandis que Télérama regrette qu'il y ait "moins d’humour noir" et "plutôt du théâtre de boulevard dans cette sucrerie colorée qui sacrifie son propos politique au profit d’un affrontement divertissant mais pas très fin".

## Discographie

### Studio albums
- 2019 : Sing to Me Instead
- 2021 : Reverie
- 2024 : Honeymind

### Collaboration
- 2021 : Born this Way Reimagined de Lady Gaga featuring Kylie Minogue, Years and Years, Big Freedia (en)

### Bandes originales
- Dear Evan Hansen (Original Broadway Cast Recording) (2017)
- Music From The Original Series The Politician (2019)
- Dear Evan Hansen (Original Motion Picture Soundtrack) (2021)

### Singles
- "Waving Through a Window" (2017)
- "Found/Tonight" (avec Lin-Manuel Miranda) (2018)
- "Bad Habit" (2019)
- "Ease My Mind" (2019)
- "Grow as We Go" (2019)
- "So Will I" (2020)
- "Everything I Did to Get to You" (2020)
- "Imagine" (2021)
- "Andrew" (2024)

## Distinctions

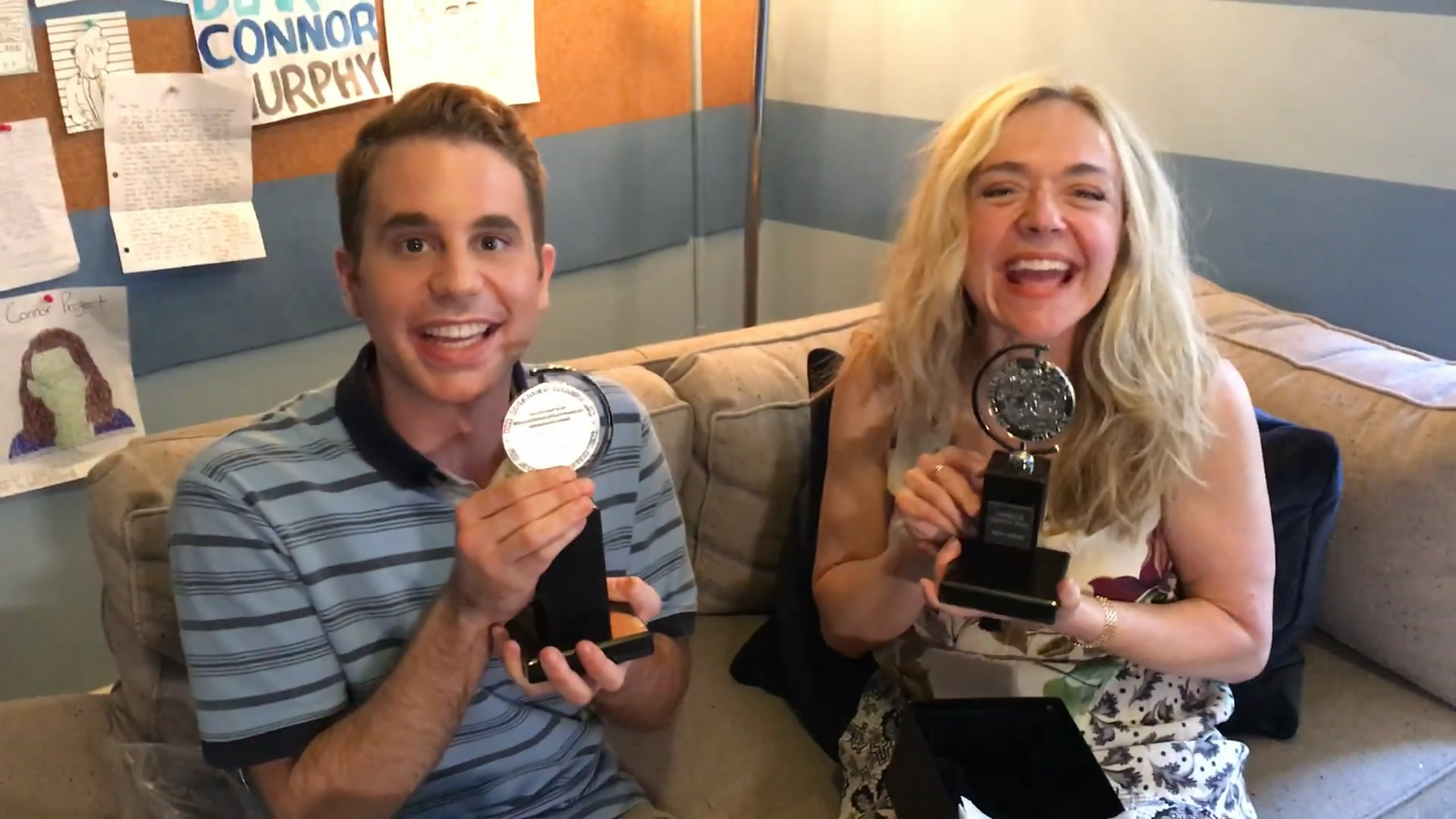
Platt et Rachel Bay Jones de la troupe de Dear Evan Hansen avec leurs Tony Awards respectifs.

Platt a été nommé pour un Outer Critics Circle Award, un prix Drama League Distinguished Performance, et a remporté le prix Obie pour sa performance distinguée et le prix Lucille Lortel du meilleur acteur principal dans une comédie musicale pour Dear Evan Hansen.
Le 19 mai 2017, lors de la 83e édition des Drama League Awards, il a été annoncé que Platt avait remporté le Distinguished Performance Award de l'organisation. Ce prix, qui récompense une performance sur la scène new-yorkaise au cours de l'année écoulée, ne peut être gagné qu'une seule fois dans la carrière d'un artiste. En gagnant, à 23 ans, pour son travail dans Dear Evan Hansen, Platt est devenu le plus jeune lauréat de l'histoire du prix. Le 11 juin, à la 71e cérémonie des Tony Awards, Platt a remporté le Tony Award du meilleur acteur dans une comédie musicale, étant le plus jeune acteur à avoir remporté ce prix seul.
| Année | Récompense                   | Catégorie                                                                                 | Œuvre                                                   | Résultat   |
| ----- | ---------------------------- | ----------------------------------------------------------------------------------------- | ------------------------------------------------------- | ---------- |
| 2013  | Teen Choice Awards           | Choice Movie: Male Scene Stealer                                                          | Pitch Perfect                                           | Nomination |
| 2016  | Drama League Awards          | Distinguished Performance                                                                 | Dear Evan Hansen                                        | Nomination |
| 2016  | Outer Critics Circle Award   | Best Leading Actor in a Musical                                                           | Dear Evan Hansen                                        | Nomination |
| 2016  | Obie Awards                  | Distinguished Performance by an Actor                                                     | Dear Evan Hansen                                        | Lauréat    |
| 2017  | Tony Awards                  | Meilleur acteur dans une comédie musicale                                                 | Dear Evan Hansen                                        | Lauréat    |
| 2017  | Drama League Awards          | Distinguished Performance                                                                 | Dear Evan Hansen                                        | Lauréat    |
| 2017  | Lucille Lortel Awards        | Outstanding Lead Actor in a Musical                                                       | Dear Evan Hansen                                        | Lauréat    |
| 2017  | Broadway.com Audience Awards | Favorite Leading Actor in a Musical                                                       | Dear Evan Hansen                                        | Lauréat    |
| 2017  | Broadway.com Audience Awards | Favorite Onstage Pair                                                                     | Dear Evan Hansen                                        | Lauréat    |
| 2018  | Grammy Awards                | Meilleur album de comédie musicale                                                        | Dear Evan Hansen                                        | Lauréat    |
| 2018  | Daytime Emmy Awards          | Outstanding Musical Performance in a Daytime Program (avec la troupe de Dear Evan Hansen) | "You Will Be Found" (interprété dans l'émission Today), | Lauréat    |
| 2020  | Golden Globes                | Meilleur acteur dans une série musicale ou comique                                        | The Politician                                          | Nomination |